# They Say - Let Them Say
They Say - Let Them Say è un cortometraggio muto del 1914 diretto da Warwick Buckland.

## Trama
Le comari sospettano che la sorella di un soldato possa essere la madre di un bambino abbandonato in strada.

## Produzione
Il film fu prodotto dalla Hepworth.

## Distribuzione
Distribuito dalla Hepworth, il film - un cortometraggio di 244 metri - uscì nelle sale cinematografiche britanniche nel dicembre 1914.
Si conoscono pochi dati del film che, prodotto dalla Hepworth, fu distrutto nel 1924 dallo stesso produttore, Cecil M. Hepworth. Fallito, in gravissime difficoltà finanziarie, il produttore pensò in questo modo di poter almeno recuperare il nitrato d'argento della pellicola.